# Governo della Grande assemblea nazionale turca
Il governo della Grande assemblea nazionale turca (in turco Büyük Millet Meclisi Hükûmeti), comunemente noto come governo di Ankara (in turco Ankara Hükûmeti), fu il nome dato al governo provvisorio e rivoluzionario turco situato ad Ankara (allora conosciuta come Angora) durante la guerra d'indipendenza turca (1919–1923) e nel corso degli anni finali dell'Impero ottomano. Era guidato dal Movimento Nazionale Turco, il cui leader era Mustafa Kemal (Atatürk), che si opponeva al morente governo di Costantinopoli, guidato dal sultano ottomano.
Durante la guerra d'indipendenza, il governo della Grande assemblea nazionale comandava l'esercito noto come Kuva-yi Milliye ("Forze nazionali"). Dopo la guerra e la vittoria sul governo monarchico di Costantinopoli (l'odierna Istanbul), il governo repubblicano di Ankara dichiarò la fine dell'Impero ottomano e la creazione della Repubblica di Turchia dalle sue ceneri del 1923. La Grande Assemblea Nazionale è oggi l'istituzione parlamentare della Turchia.

## Storia
Quando venne proclamato il governo di Ankara, esisteva un altro governo turco nella Costantinopoli (attuale Istanbul) occupata dagli Alleati, vale a dire il governo imperiale ottomano, spesso conosciuto come "governo di Costantinopoli" (ostile al governo nazionalista repubblicano di Ankara). Una volta istituita la Grande assemblea nazionale, il 23 aprile 1920, senza rigettare inizialmente la legittimità del sultanato ottomano, il nuovo parlamento di Ankara formò il proprio governo all'interno dell'Assemblea. I ministri erano chiamati Vekil (Provvisorio) anziché il convenzionale nazır, per sottolineare meglio la transitorietà del governo.
Il governo di Ankara venne creato per rappresentare la Turchia, dal momento che la capitale de jure Costantinopoli era sotto occupazione alleata. Il presidente della GAN (rinominata Grande assemblea nazionale turca dopo l'8 febbraio 1921) e in seguito della Repubblica di Turchia fu Mustafa Kemal. Una volta firmato l'armistizio di Mudanya, in sostituzione di quello di Mudros (firmato dall'Impero ottomano nel 1918, alla fine della prima guerra mondiale) e al termine della guerra d'indipendenza turca, la GAN abolì il sultanato imperiale, che venne accusato di aver collaborato con gli Alleati durante l'occupazione della Turchia.

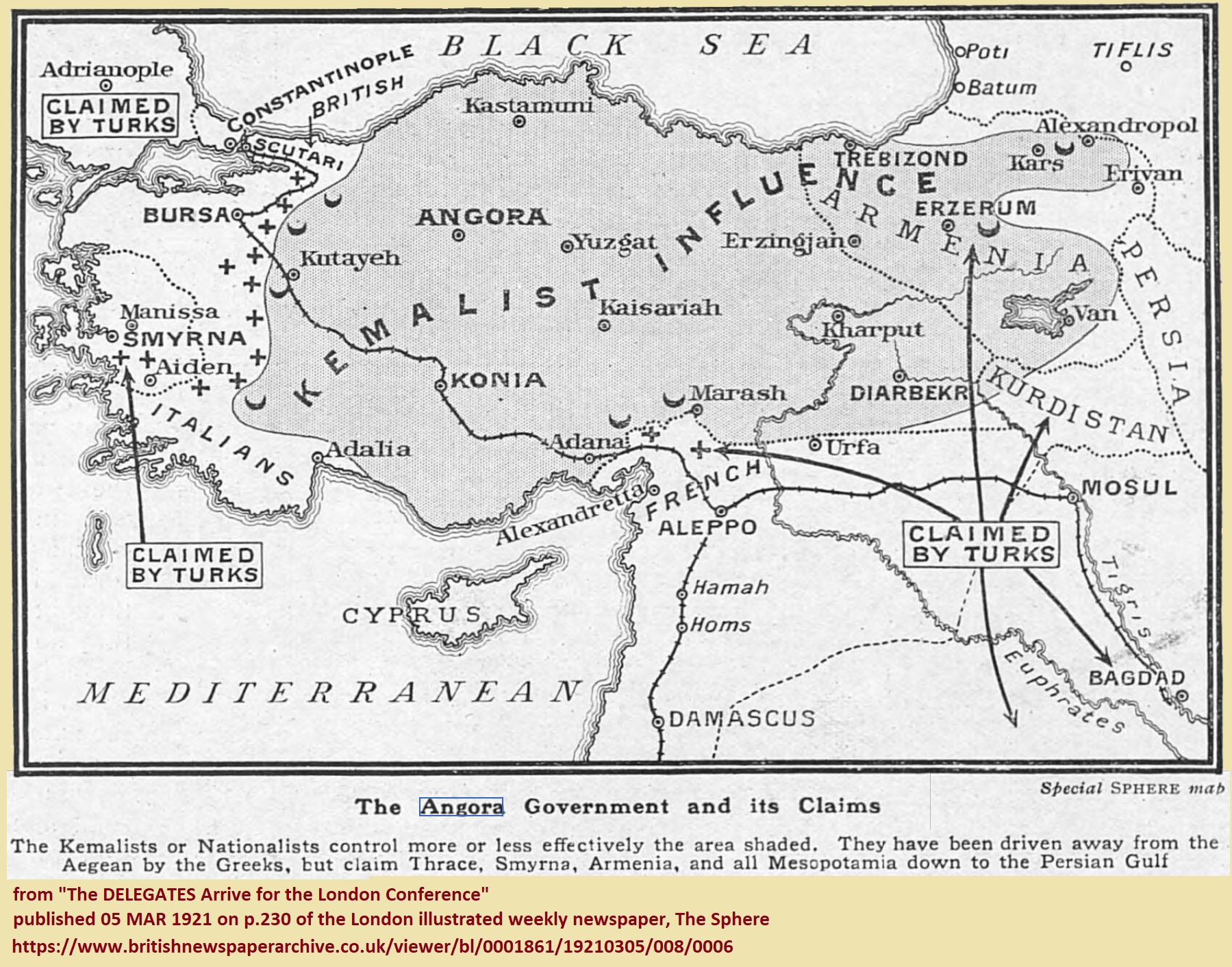
La mappa pubblicata da The Sphere dal 1° al 5 marzo 1921: The Angora Government and its Claims - The Kemalists or Nationalists control more or less effectively the area shaded. They have been driven away from the Aegean by the Greeks, but claim Thrace, Smyrna, Armenia, and all Mesopotamia down to the Persian Gulf

Il governo di Costantinopoli, che rappresentava il sultanato ottomano e l'antico ordine imperiale e monarchico, inizialmente rifiutò di riconoscere il Movimento Nazionale Turco e il governo della Grande assemblea nazionale turca di Ankara, sostenendo che solo esso stesso fosse il governo legittimo dell'Impero ottomano. Esso tentò di sconfiggere militarmente il governo di Ankara impiegando il suo Kuva-yi Inzibatiye, comunemente conosciuto come l'"esercito del califfato" (opposto alle forze della GAN, il Kuva-yi Milliye, "esercito della nazione"), ma fallì nel suo intento. Nel 1921, delegazioni diplomatiche dei due contendenti presero parte alla conferenza di Londra. Con una mossa a sorpresa, tuttavia, la delegazione ottomana guidata da Ahmet Tevfik Paşa riconobbe che l'unica delegazione turca legittima per rappresentare la Turchia a quella conferenza era quella di Ankara, condotta da Bekir Sami Kunduh. Il trattato di Losanna venne firmato il 24 luglio 1923 dai rappresentanti degli Alleati e quelli del governo di Ankara, che così venne ufficialmente riconosciuto come legittimo governo della Turchia.
Il 29 ottobre, la Repubblica di Turchia fu proclamata dalla Grande assemblea nazionale turca.

## I governi
I governi prima della Repubblica erano conosciuti come "ministri esecutivi della Turchia". Essi furono:
- I governo dei ministri esecutivi della Turchia
- II governo dei ministri esecutivi della Turchia
- III governo dei ministri esecutivi della Turchia
- IV governo dei ministri esecutivi della Turchia
- V governo dei ministri esecutivi della Turchia